# Escape from the Studio
Escape from the Studio – trasa koncertowa zespołu Metallica, obejmująca Stany Zjednoczone, Afrykę Południową, Europę i Azję. W jej trakcie odbyło się szesnaście koncertów.

## Stany Zjednoczone
1. 13 marca 2006 – Nowy Jork, Nowy Jork, Stany Zjednoczone – Madison Square Garden

## Afryka Południowa
1. 18 marca 2006 – Centurion, SuperSport Park
2. 21 marca 2006 – Durban, ABSA Stadium
3. 25 marca 2006 – Kapsztad, Green Point Stadium

## Europa
1. 3 czerwca 2008 – Nürburgring, Niemcy – Rock am Ring Festival
2. 4 czerwca 2008 – Norymberga, Niemcy – Rock im Park Festival
3. 6 czerwca 2008 – Berlin, Niemcy – Waldbühne
4. 8 czerwca 2008 – Arnhem, Holandia – GelreDome
5. 10 czerwca 2008 – Donington Park, Wielka Brytania – Download Festival
6. 11 czerwca 2008 – Dublin, Irlandia – Download Festival Ireland
7. 13 czerwca 2008 – Tallinn, Estonia – Lauluväljak
8. 15 czerwca 2008 – Nickelsdorf, Austria – Nova Rock Festival
9. 17 czerwca 2008 – Imola, Włochy – Heineken Jammin’ Festival

## Azja
1. 12 sierpnia 2006 – Tokio, Japonia – Summer Sonic Festival
2. 13 sierpnia 2006 – Osaka, Japonia – Summer Sonic Festival
3. 15 sierpnia 2006 – Seul, Korea Południowa – Olympic Stadium